# Paraleptophlebia georgiana
Paraleptophlebia georgiana is een haft uit de familie van de Leptophlebiidae. De wetenschappelijke naam van de soort is voor het eerst geldig gepubliceerd in 1934 door Jay Traver.
De soort komt voor in het Nearctisch gebied.